# Heggenrank

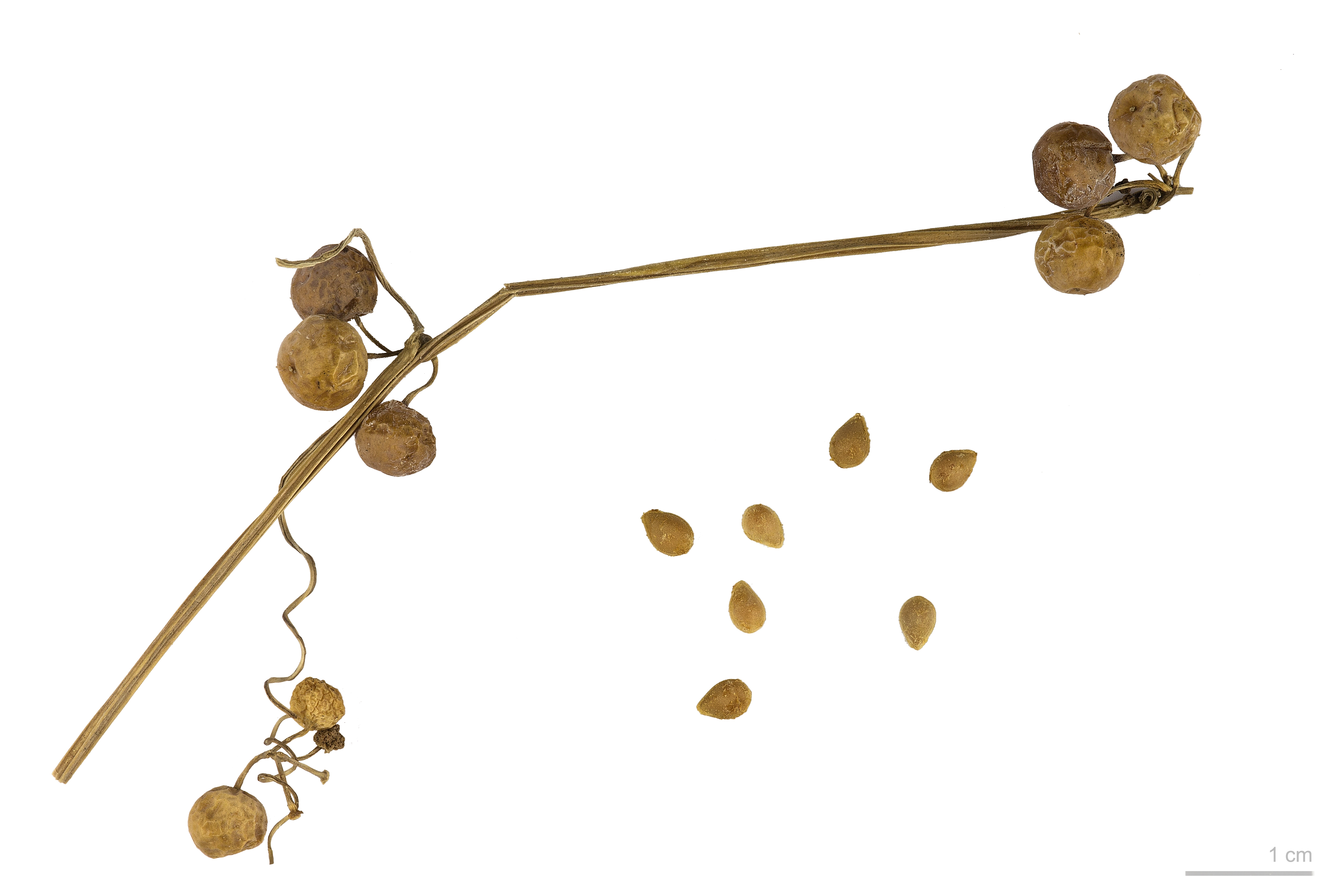

De heggenrank (Bryonia dioica) is een plant uit de komkommerfamilie (Cucurbitaceae). Het is een tweehuizige klimplant die voorkomt in heggen, kreupelhout, boomgaarden en ruigten op droge, kalkrijke grond.
De lange, dunne stengels ontspringen uit een knolvormige wortelstok. Ze klimmen met behulp van hechtranken tot een hoogte van 4 m. De ranken rollen spiraalvormig op en bevestigen de plant stevig aan de steun.
Het blad is harig en drie- tot vijflobbig. Het blad heeft de vorm van een ei en heeft een hartvormige voet. De onvertakte hechtranken ontspringen vlak bij de bladstelen.

## Bloemen en vruchten
De heggenrank bloeit van mei tot september. De mannelijke bloemen zijn groter dan de vrouwelijke. De bloem is geelachtig wit. De bloem van de mannelijke bloem is 1,2-1,8 cm groot. De vrouwelijke bloem is 1-1,2 cm groot. Op de heggenrank vliegt een zandbijtje: de heggenrankbij (Andrena florea), een solitaire bij. De larve van het heggenranklieveheersbeestje (Epilachna argus) voedt zich met het bladgroen van de plant. De vrucht is een rode bes met drie tot zes zaden. Deze bessen zijn giftig.
Men kweekt ook de witte heggenrank (Bryonia alba) met tweeslachtige bloemen. De bloemkroon is dan geelgroen en de bessen zwart.

## Plantengemeenschap
De heggenrank is een kensoort voor de klasse van doornstruwelen (Rhamno-Prunetea).

## Volksgeloof
Heggenrank werd ook gebruikt als heksenkruid. Het zou reuma kunnen genezen door de wortel te vullen met bloed van de patiënt en te begraven op een geheime plek. De wortel werd vaak stiekem verkocht als alruin, waaraan grote toverkracht werd toegeschreven.
In vroegere tijden droegen meisjes in Duitsland schijfjes van de wortel in hun schoenen bij feestelijke gelegenheden. Op deze manier zouden ze naar de juiste man worden geleid.
Etruskische priesters omringden hun huizen met een heg van witte heggenrank omdat die plant volgens hen blikseminslag zou voorkomen.

## Werkzame stoffen
De plant wordt in kruidengeneeskunde aanbevolen tegen allerlei soorten hoest. Heggenrank bevat onder andere de volgende werkzame stoffen:
- bryresine
- glycosiden:
  - bryonine
  - bryonidine

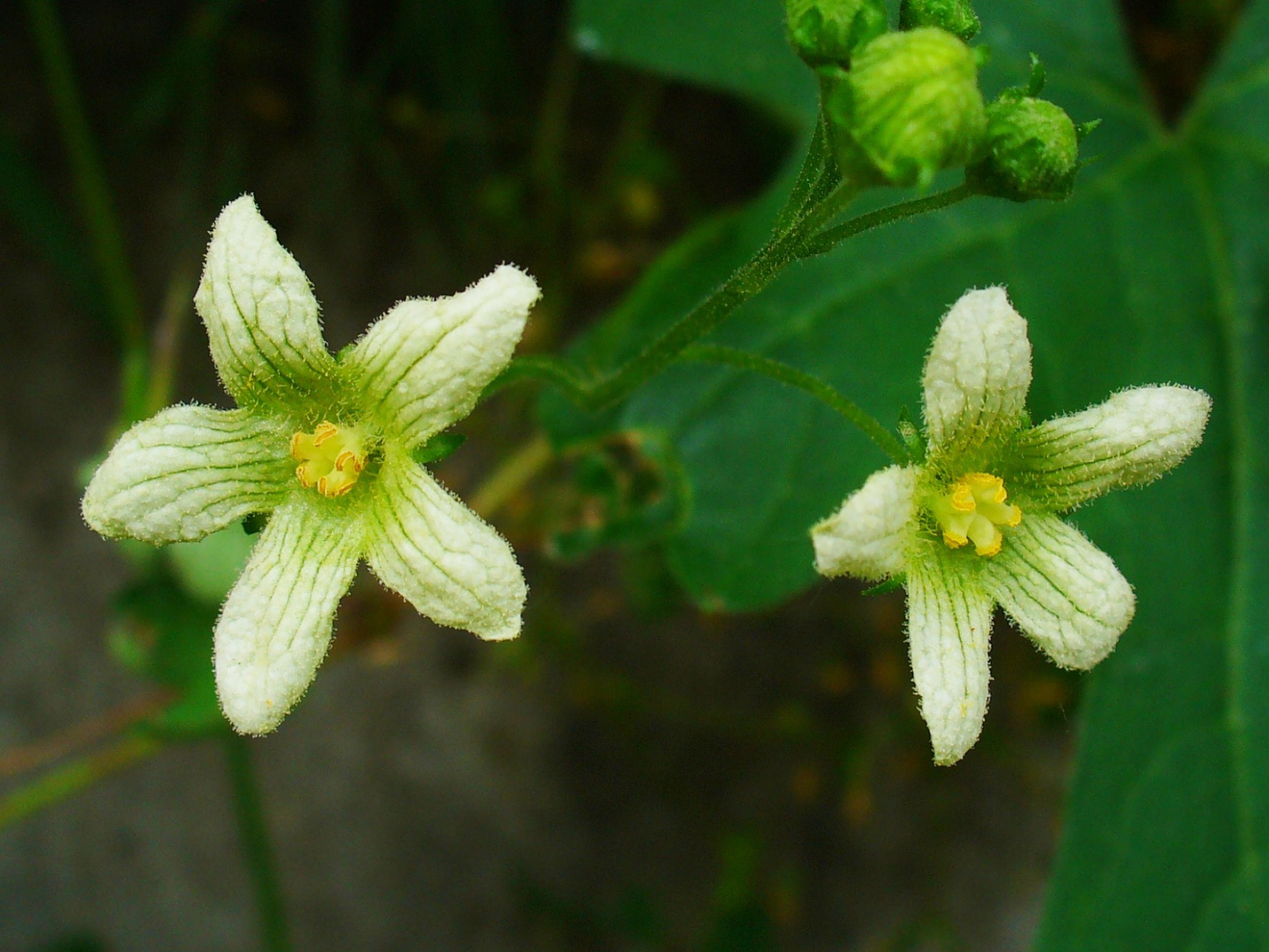
Close-up
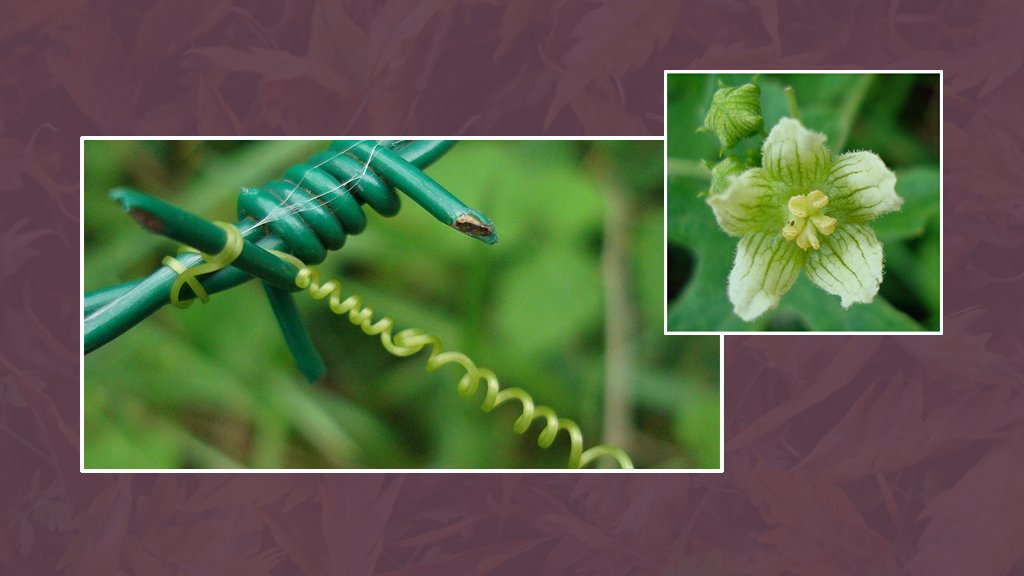
hechtrank